# Ruda (powiat obornicki)
Ruda – wieś w Polsce położona w województwie wielkopolskim, w powiecie obornickim, w gminie Rogoźno przy drodze krajowej nr 11. Wieś graniczy od wschodu z Rogoźnem.
Istniejąca tu kuźnica królewska, należąca do starostwa rogozińskiego, pod koniec XVI wieku leżała w powiecie poznańskim województwa poznańskiego. W latach 1975–1998 miejscowość administracyjnie należała do województwa pilskiego.

## Historia wsi
Kuźnica i wieś kopaczy rudy darniowej istniejąca w tym miejscu wzmiankowana była w dokumentach już od 1280 r. jako opus ferri, Minera ferri lub Rudny Młyn. Rudników (górników i hutników żelaza) w okolice Rogoźna sprowadził z Brandenburgii przed 1251 r. książę Przemysł I.

## Zabytki
We wsi zachował się wpisany do rejestru zabytków budynek młyna wodnego z kompletem (sprawnych) maszyn służących do przemiału ziarna i transportu wewnętrznego. Budynek pełni nadal funkcję młyna (z napędem elektrycznym) oraz gospodarstwa agroturystycznego (www.mlynruda.com).